# Saint-Prix (Ardèche)
Saint-Prix é uma comuna francesa na região administrativa de Auvérnia-Ródano-Alpes, no departamento de Ardèche. Estende-se por uma área de 15,21 km². Em 2010 a comuna tinha 280 habitantes (densidade: 18,4 hab./km²).